# RUM-139 VL-ASROC
RUM-139 VL-ASROC är en ubåtsjaktrobot i ASROC familjen, som för närvarande är tillverkas av Lockheed Martin för den amerikanska flottan.
Utvecklingen av roboten började 1983 när Goodyear Aerospace fick ett kontrakt från amerikanska flottan för att utveckla en ubåtsjaktrobot för fartygsbeväpning som var kompatibel med det nya systemet med Mk41 VLS vertikala avfyringstuber. En serie av provskjutningar utfördes 1986 och roboten planerades att tas i bruk 1989. 1988 lades projektet i malpåse då ubåtsjaktroboten UUM-125 Sea Lance för ubåtar skulle utvecklas i en version för övervattens fartyg. Då utvecklingen av Sea Lance  stoppades av budgetskäl 1990 återstartades utvecklingsarbetet på VL-ASROC som slutfördes 1993. Under utvecklingsarbetet så köptes  Goodyear Aerospace upp av Loral Corporation 1986, deras försvarsdivision köptes i sin tur upp av Lockheed Martin 1995.
Den första RUM-139A VL-ASROC var en RUR-5 ASROC med en ny fastbränsle raketmotor med vektorstyrning och ett digitalt styrsystem. Den bar en lätt Mark 46 målsökande torped som släpps från raketen på en förberäknad punkt på sin bana, för att sedan falla ner i havet där den börjar söka efter ubåtar. Med början från 1996 uppgraderades robotarna till RUM-139B med en torpedversion som hade bättre prestanda i grunt vatten. Sedan oktober 2004 är nu RUM-139C i produktion med Mark 54 torped.